# Velika Germanija
Velika Germanija (grško: Μεγάλη Γερμανία, Megále Germanía ali krajše Γερμανία, Germanía, latinsko: Magna Germania ali krajše Germania), grško in latinsko ime vseh geografskih regij, naseljenih s plemeni, ki so jih Grki in Rimljani imeli za Germane. Ime se je najpogosteje nanašalo predvsem na ozemlje vzhodno od Rena in severno od Donave. Ozemlje zahodno od Rena, ki je bilo naseljeno večinoma s Kelti, predvsem z Galci, je po Cezarjevih galskih vojnah postalo del Rimskega cesarstva.
Nekaj Germanov, morda prvotnih prebivalcev, po katerih je pokrajina dobila ime, je živelo tudi zahodno od Rena. Od zgodnjega 2. stoletja pr. n. št., če ne že prej, so jih imeli za Galce. Imenovali so jih tudi cisrenski Germani  – Germani s te strani Rena. Naseljeni so bili v sedanji vzhodni Belgiji, jugovzhodni Nizozemski in delu Nemčije na levem bregu Rena. Njihovo ozemlje so imenovali Mala Germanija (Germania minor), ozemlje vzhodno od Rena, ki ni bilo pod rimsko oblastjo, pa Velika Germanija (Magna Germania), včasih tudi Svobodna Germanija (Germania libera).
Malo Germanijo so Rimljani kasneje razdelili na provinci Spodnja Germanija (Germania Inferior) in Gornja Germanija (Germania Superior). Gornja Germanija je obsegala ozemlje, naseljeno s cisrenskimi Germani, ki ustreza sedanji zahodni Švici, francoski Juri in pokrajini Alzaciji. Pomembna mesta so bila Besançon (Besontio), Strasbourg (Argentoratum), Wiesbaden (Aquae Mattiacae), in Mainz (Mogontiacum).

## Ime
Ime Germanija se je začelo uporabljati po Cezarjevih galskih vojnah, saj njegova širša raba pred tem ni znana. Ime bi lahko bilo galskega izvora. Cezar je za ime izvedel od svojih zaveznikov Remov, ki so ga uporabljali za cisrenske Germane. Izvedel je tudi, da so se germanska plemena priselila z vzhodne strani Rena. Ime se je zatem očitno razširilo na vsa podobna plemena in njihovo domnevno domovino. Nekaj generacij kasneje je Tacit to domnevo potrdil v zapisu, da so se Tungri, ki so v njegovem času živeli v domovini cisrenskih Germanov, prvotno imenovali Germani.
Cezarjeva in Tacitova Germanija nista bili določeni po jezikovnih mejah med germanskimi in drugimi jeziki. Vedela sta, da v Veliki Germaniji živijo tudi keltska plemena, v Galiji pa germanska, vendar jih verjetno nista znala natančno razvrstiti v eno od jezikovni skupin. Jezik cisrenskih Germanov in njihovih sosedov na drugem bregu Rena je še vedno neznan, njihova plemenska in osebna imena pa se na splošno prištevajo h keltskim. Obstajajo tudi znaki, da se je na stičnem ozemlju med germanskimi in keltskimi jeziki govoril starejši belgijski jezik.
Vzhodni deli Germanije so bili zelo verjetno naseljeni z zgodnjimi baltskimi in slovanskimi plemeni. Ti deli vzhodne Germanije se sodobnem zgodovinopisju včasih imenujejo tudi Slovanska Germanija (Germania Slavica).

## Zgodovina
Germanija je bila naseljena z različnimi plemeni, predvsem germanskimi, vendar so bila med njimi tudi nekatera keltska, baltska, skitska in praslovanska plemena. Plemenska in etnična podoba sta se s stoletji spreminjali, predvsem zaradi asimilacij in selitev. Germanska plemena so govorila več različnih germanskih jezikov.
Klasični zapisi zelo malo govorijo o ljudstvih, ki so bila pred 2. stoletjem pr. n. št. naseljena v severni Evropi. V 5. stoletju pr. n. št. so Grki že poznali skupino plemen, ki so jih imenovali Kelti ( Κέλτοι, Kéltoi). Herodot omenja tudi Skite, drugih plemen pa ne. Okoli leta 320 pr. n. št. je grški pomorščak Pitej iz Massalije  plul okoli Britanije in vzdolž obale severne Evrope. Njegova odkritja so bila za njegove sodobnike tako nenavadna, da mu niso verjeli. Pitej je bil morda prvi mediteranec, ki je razlikoval Germane od Keltov. 
Stiki med germanskimi plemeni in Rimljani niso bili vedno sovražni. Nedavna izkopavanja na waldgirmskem forumu v nemški deželi Hessen kažejo, da je bilo tam rimsko mesto, kar kaže, da so Rimljani in germanska plemena okoli njega vsaj nekaj časa živeli v miru.
Kulturne razlike med germanskimi in galskimi plemeni in Rimljani je prvi opisal Cezar. Galci so bili po njegovem mnenju bojeviti, vendar kulturni, Germani pa mnogo bolj divji in so ogrožali rimsko Galijo, zato jih je bilo treba pokoriti. Njegov način opisovanja barbarskih severnih plemen bi lahko pripisali tudi rimskemu večvrednostnemu kompleksu. V Cezarjevih opisih se kaže tudi strah pred njimi in grožnja, ki so jo predstavljali. Zaznana grožnja se je kmalu uresničila. 
Najpopolnejši ohranjeni opis Germanije iz rimskih časov je Tacitova Germania.

## Rimska osvajaja
Okupirana Mala Germanija je bila leta 83 razdeljena na dve provinci:  Spodnjo Germanijo (Germania Inferior) v spodnjih tokovih in deltah Rena, Šelde in Meuse in Gornjo Germanijo na ozemlju sedanje Švice in Alzacije. 
Rimljani so med vladanjem cesarja Avgusta leta 12 pr. n. št. napadli in porazili plemena iz Velike Germanije. Rimske legije pod poveljstvom legatov (generalov) Germanika in Tiberija so do leta 6 n. št. zasedle in začasno pokorile vso Germanijo do reke Labe. Rimski načrt, da bi pokorili celo Veliko Germanijo in jo priključili k Rimskemu cesarstvu, so preprečila germanska plemena, ki so leta 9 n. št. v bitki v Tevtoburškem gozdu odločilno premagala rimsko vojsko. Avgust je po porazu ukazal popoln umik iz Velike Germanije, ki se je končal leta 16 n. št., in mejo Rimskega cesarstva umaknil na Ren in Donavo.

## Sodobna raba imena
Ime Germanija (Germania) se v mnogih jezikih uporablja za poimenovanje sodobne Nemčije. Mednje spadajo hebrejščina (גרמניה), italijanščina (Germania), albanščina (Gjermania), bolgarščina (Германия), malteščina (Ġermanja), grščina (Γερμανία), makedonščina (Германија), romunščina (Germania), ruščina (Германия), armenščina (Գերմանիա) in gruzijščina (გერმანია).